# Fulda (Minnesota)
Pour les articles homonymes, voir Fulda (homonymie).
Fulda est une ville américaine située dans le Comté de Murray, dans le Minnesota. Selon le recensement de 2010, sa population est de 1 318 habitants.